# Altefeld (Fluss)
Die Altefeld bildet den rechten bzw. südwestlichen Quellfluss der Schlitz und fließt durch den Vogelsbergkreis und den Landkreis Fulda in Hessen, Deutschland. Im Oberlauf heißt sie Schwarzer Fluss oder Schwarzbach, später Altfell. Sie ist insgesamt 30,0 km lang, ihr Einzugsgebiet umfasst 135,222 km².

## Verlauf
Die Altefeld entspringt unter dem Namen Schwarzer Fluss an der Ostflanke des 773 m ü. NN hohen Taufsteins im Vogelsberg. Die Quelle liegt rund 637 m ü. NN hoch innerhalb des Vogelsbergkreises und des Naturparks Vulkanregion Vogelsberg im Köhlerwald beim Urborn. Der Schwarze Fluss fließt ostwärts und nimmt schon bald andere, teils längere Quellbäche auf. 
Nach Verlassen des Waldgebiets durchfließt der Schwarze Fluss Hochwaldhausen und Ilbeshausen, die als Ortsteil Ilbeshausen-Hochwaldhausen der Großgemeinde Grebenhain zusammengefasst sind. Unterhalb von Ilbeshausen mündet von links der kleine Haselbach ein. Hier ändert der Fluss seinen Namen in Altfell und fließt durch Altenschlirf. Unterhalb von Altenschlirf nimmt er den endgültigen Namen Altefeld an und fließt als Nächstes durch das Dorf Schlechtenwegen. 
Bei Stockhausen nimmt die Altefeld von links ihren größten Nebenfluss auf, die Alte Hasel, durchquert Stockhausen, verlässt den Naturpark und erreicht danach in nordöstlicher Richtung Müs, einen Ortsteil von Großenlüder.
Nach der linksseitigen Mündung des Mühlenbaches fließt die Altefeld weiter nordwärts durch Bad Salzschlirf, wo sie sich auf 238,7 m ü. NN mit der aus Richtung Westen kommenden Lauter zur Schlitz vereinigt, die nach 13,3 km von links in die Fulda mündet.